# Margoni

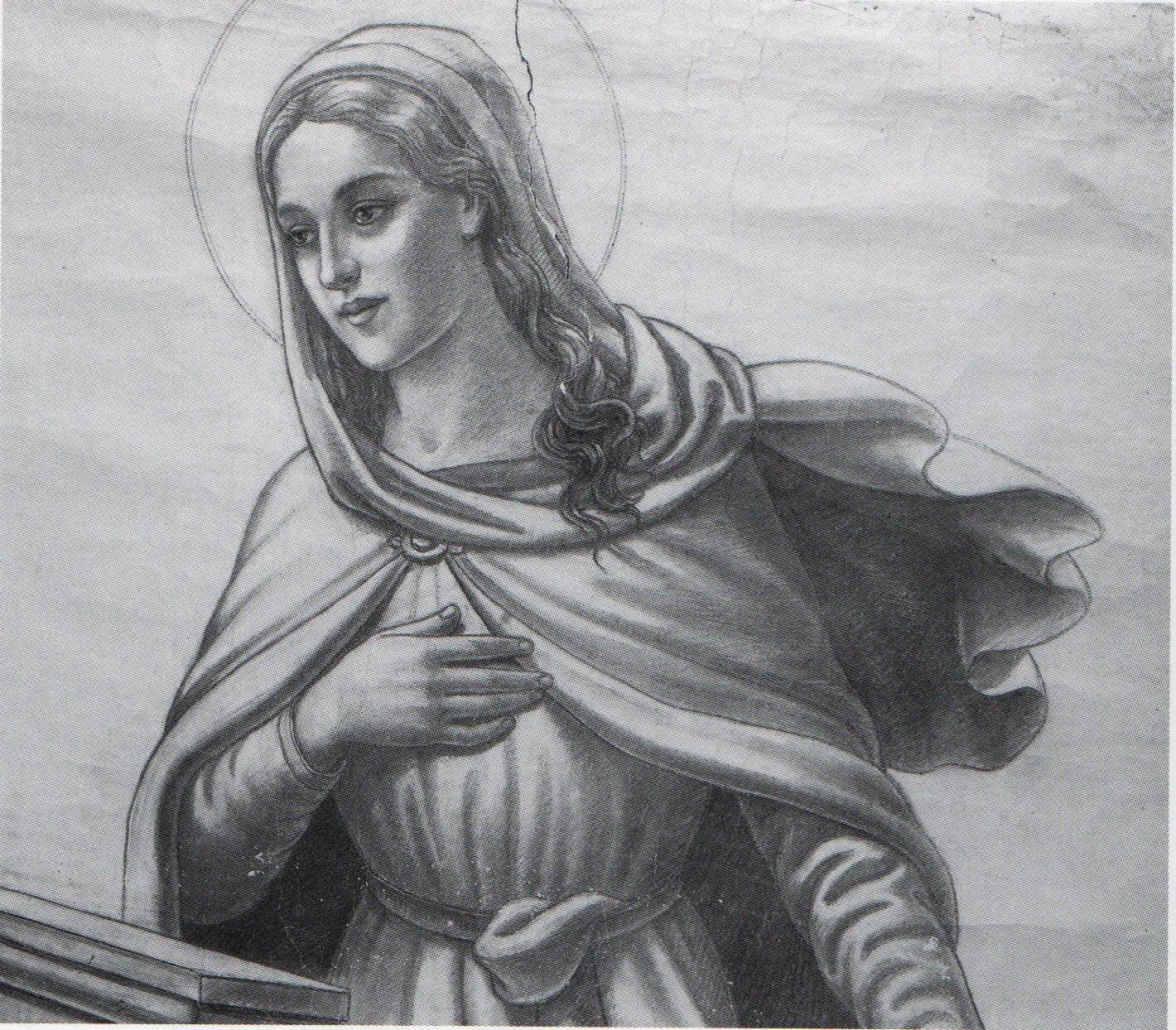
Guido Antonio Margoni, cartone per affresco, carboncino, grandezza naturale (particolare) 1930

I fratelli Margoni costituirono una delle ultime compagini di pittori "frescanti" attive in Lombardia negli anni '20-'40 del '900.

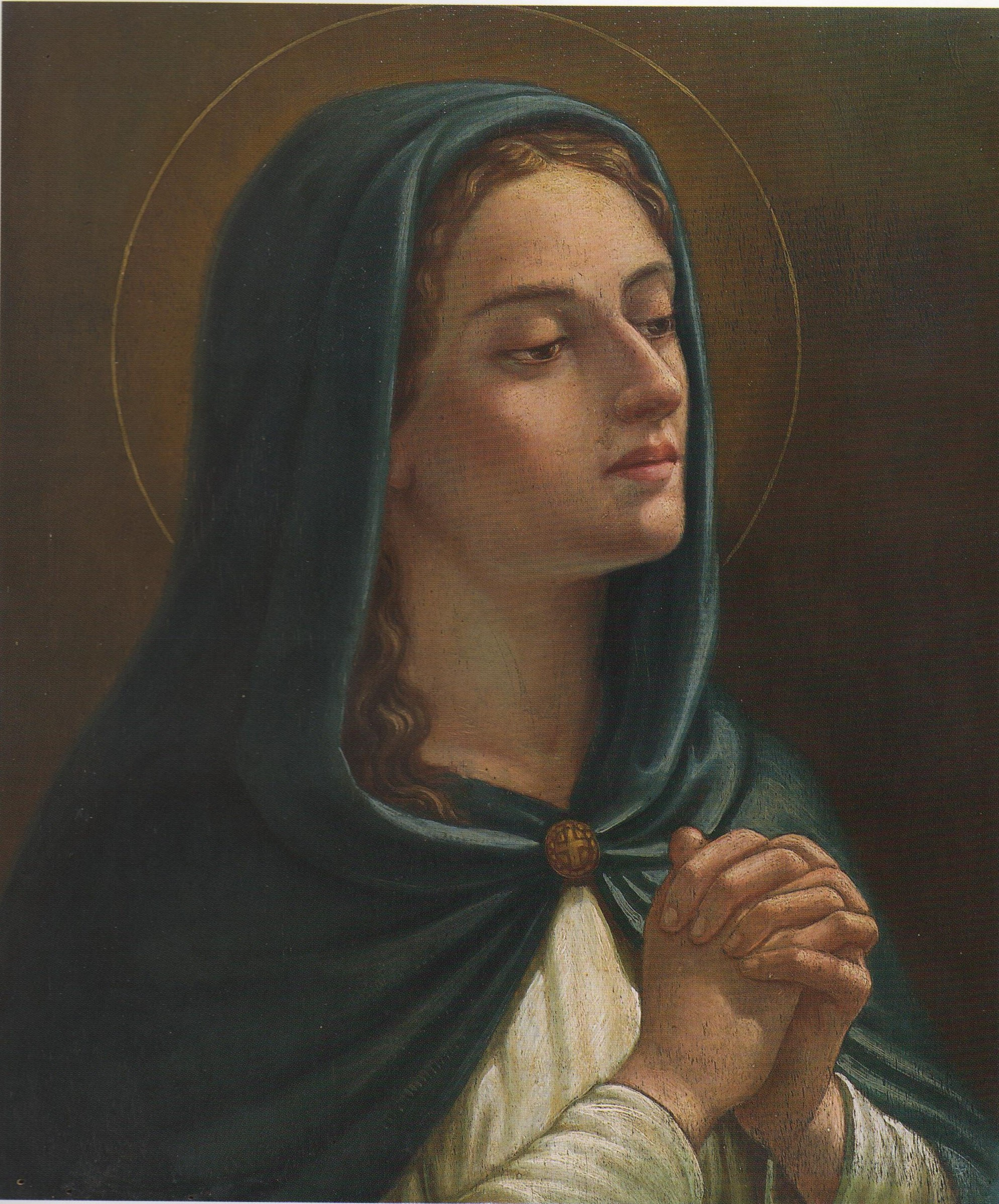
Guido Antonio Margoni, Madonna 1940, olio su tavola cm.56 x 47

## Biografia
Ebbero la loro prima formazione nei cantieri del padre Giacomo, capomastro, e nella scuola di disegno di gusto post-liberty tenuta ad Asola dai professori Pietro Pettorelli e Liberale Sandrelli.

## Esponenti illustri
- Enrico Annibale Margoni (Asola, 12 agosto 1894 - Asola, 7 aprile 1958)
- Guido Antonio Margoni (Asola, 27 settembre 1899 - Asola, 8 aprile 1947)
- Renzo Margoni (Asola, 31 luglio 1905 - Ceresara, 13 ottobre 1971)

## Attività
La loro attività si espresse soprattutto nella decorazione di edifici sacri in una vasta zona compresa nelle provincie di Mantova, Brescia, Cremona e Bergamo.
La loro produzione mostra aspetti importanti sia per l'aspetto quantitativo che qualitativo: sono qualche migliaio i metri quadri, dipinti a tempera o affrescati, e centinaia le figure di Santi, Madonne, angeli e putti, di cui si conservano numerosi cartoni preparatori.
Le loro opere ad affresco o tempera sono ancora visibili in numerose chiese fra cui:
- la chiesa dei Santi Pietro e Paolo di Gambara (BS) (catino dell'abside e soffitto del presbiterio);
- la chiesa di Santa Maria Annunciata di Rivarolo Mantovano (navata centrale e battistero);
- la chiesa di San Sisto II a Palidano (MN) (navata e cappelle laterali);
- l'oratorio dell'Immacolata a Gonzaga (MN) (volta del presbiterio e navata);
- la chiesa di San Carlo a Ronchi di Palidano  (MN) (affresco di San Carlo Borromeo);
- la chiesa dei Santi Pietro e Paolo a Calvenzano (BG) (vele della cupola e parte della navata);
- la chiesa del Cimitero di Asola (MN) (presbiterio e cripta);
- la chiesa di San Michele Arcangelo a Carzaghetto (MN) (presbiterio, battistero e facciata);
- la chiesa di Casatico (Marcaria) (MN) (interno e affresco sulla facciata);
- la chiesa di Volongo (CR) interno e affresco di San Pietro sulla facciata;
- la chiesa di Motta Baluffi (CR);
- la chiesa di San Martino Gusnago (MN);
- la chiesa della Santissima Trinità in Ceresara (MN);
- il Santuario Madonna della Basella di Urgnano (BG).

Negli anni '40 vennero commissionati a Guido Antonio due ritratti a grandezza naturale dei prelati arcipreti monsignor Besutti e monsignor Artioli. I due quadri, realizzati ad olio su tela, sono attualmente conservati ed esposti presso il museo della chiesa di Sant'Andrea di Asola.
(Renzo Margonari, Artefici del novecento ad Asola)
Il maggior impegno creativo era affidato a Guido Antonio; suoi sono la maggior parte dei cartoni preparatori, Enrico si distinse come muratore-architetto nella costruzione di cappelle funerarie di cui curava il progetto e la realizzazione dei laterizi decorativi, Renzo amava dedicarsi agli ornati, finti marmi e alla realizzazione di putti, capitelli e bassorilievi a stucco. 
Tutti si dedicarono anche alla pittura da cavalletto all'olio e all'acquerello.
Nel corso del tempo si aggiunse il contributo del figlio di Enrico, Luciano (Casalromano 1924 - Asola 1995) anch'egli dedito alla pittura,
con una predilezione per i ritratti all'acquerello.